# Тулубьева, Татьяна Георгиевна
Татьяна Георгиевна Тулубьева (род. 29 июля 1945, Москва, РСФСР, СССР) — советский и российский театральный художник, народный художник Российской Федерации (2024).

## Биография
Татьяна Георгиевна Тулубьева родилась 29 июля 1945 года в Москве. В 1970 году вместе с художником Игорем Нежным окончила постановочный факультет Школы-студии МХАТ.

## Творчество
В 1972 году стала членом Союза художников России. В 1995 году Татьяна Тулубьева и Игорь Нежный создали декорации и костюмы балета «Последнее танго» на музыку Астора Пьяцоллы для Большого театра, что стало их первым значимым проектом. За эту работу они были удостоены премии Правительства Москвы в области культуры.
С 1996 года работают главными художниками театра «Геликон-опера» в Москве, приняв участие в оформлении более пятидесяти спектаклей и постановок. Кроме этого художники также сотрудничают с музыкальными театрами Новосибирска, Перми, Красноярска, Санкт-Петербурга и Минска. В 1997 году были удостоены премии «Золотая маска» за работу над оперой «Царская невеста». В 2000 году удостоилась звания «Заслуженный художник Российской Федерации» а в 2024 году ей было присвоено почётное звание «Народный художник Российской Федерации».
Работы Татьяны Тулубьевой и Игоря Нежного хранятся в различных музеях и частных коллекциях как России, так и других стран. 

## Награды и звания
- Народный художник Российской Федерации  (21 мая 2024 года) — за большие заслуги в области изобразительного искусства[1]
- Заслуженный художник Российской Федерации (4 июля 2000) — за заслуги в области искусства[4]
- Премия губернатора Свердловской области (2022) — за выдающиеся достижения в области литературы и искусства[5]
- Премия «Золотая маска» (1997)
- Премия правительства Москвы в области культуры (1995)